# La Valette (Isère)
Pour les articles homonymes, voir La Valette (homonymie) et Valette.
La Valette est une commune française située dans le département de l'Isère, en région Auvergne-Rhône-Alpes.

## Géographie

### Situation et description
Le petit village de La Valette est située dans la vallée de la Roizonne (affluent rive droite de la Bonne) dans le sud-est du département de l'Isère. Située non loin de La Mure, la commune est rattachée à la communauté de communes de la Matheysine.

### Communes limitrophes
La commune est entourée par cinq communes limitrophes, appartenant toutes au département de l'Isère.
| Saint-Honoré     | Lavaldens  |                 |
| Nantes-en-Ratier | La Valette | Oris-en-Rattier |
|                  | Siévoz     |                 |

### Climat
Pour des articles plus généraux, voir Climat d'Auvergne-Rhône-Alpes et Climat de l'Isère.
En 2010, le climat de la commune est de type climat de montagne, selon une étude du Centre national de la recherche scientifique s'appuyant sur une série de données couvrant la période 1971-2000. En 2020, Météo-France publie une typologie des climats de la France métropolitaine dans laquelle la commune est exposée à un climat de montagne ou de marges de montagne et est dans la région climatique  Alpes du sud, caractérisée par une pluviométrie annuelle de 850 à 1 000 mm, minimale en été. 
Pour la période 1971-2000, la température annuelle moyenne est de 8,2 °C, avec une amplitude thermique annuelle de 17,2 °C. Le cumul annuel moyen de précipitations est de 1 313 mm, avec 9 jours de précipitations en janvier et 6,6 jours en juillet. Pour la période 1991-2020, la température moyenne annuelle observée sur la station météorologique de Météo-France la plus proche, « Lavaldens », sur la commune de Lavaldens à 5 km à vol d'oiseau, est de 8,3 °C et le cumul annuel moyen de précipitations est de 1 241,5 mm,. Pour l'avenir, les paramètres climatiques de la commune estimés pour 2050 selon différents scénarios d'émission de gaz à effet de serre sont consultables sur un site dédié publié par Météo-France en novembre 2022.

### Hydrographie
Le territoire de la commune est longé par la Roizonne.

### Voies de communication
Le territoire de la commune est traversé par la route départementale 114 (RD114).

## Urbanisme

### Typologie
Au 1er janvier 2024, La Valette est catégorisée commune rurale à habitat dispersé, selon la nouvelle grille communale de densité à sept niveaux définie par l'Insee en 2022.
Elle est située hors unité urbaine. Par ailleurs la commune fait partie de l'aire d'attraction de Grenoble, dont elle est une commune de la couronne,. Cette aire, qui regroupe 204 communes, est catégorisée dans les aires de 700 000 habitants ou plus (hors Paris),.

### Occupation des sols
L'occupation des sols de la commune, telle qu'elle ressort de la base de données européenne d’occupation biophysique des sols Corine Land Cover (CLC), est marquée par l'importance des forêts et milieux semi-naturels (89,2 % en 2018), une proportion sensiblement équivalente à celle de 1990 (89 %). La répartition détaillée en 2018 est la suivante : 
forêts (52 %), milieux à végétation arbustive et/ou herbacée (19,6 %), espaces ouverts, sans ou avec peu de végétation (17,5 %), prairies (10,8 %). L'évolution de l’occupation des sols de la commune et de ses infrastructures peut être observée sur les différentes représentations cartographiques du territoire : la carte de Cassini (XVIIIe siècle), la carte d'état-major (1820-1866) et les cartes ou photos aériennes de l'IGN pour la période actuelle (1950 à aujourd'hui).

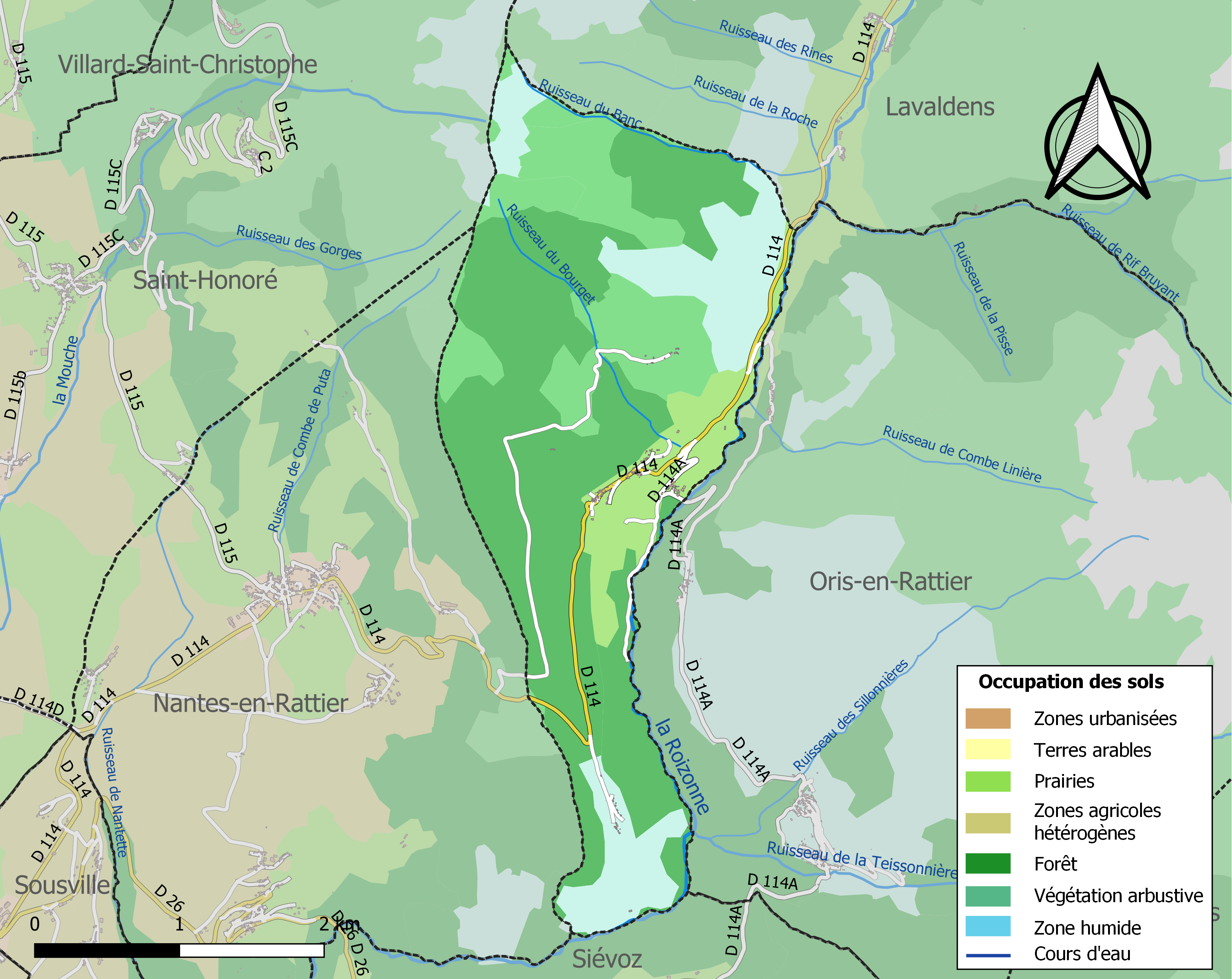
Carte des infrastructures et de l'occupation des sols de la commune en 2018 (CLC).

### Risques naturels et technologiques

#### Risques sismiques
L'ensemble du territoire de la commune de La Valette est situé en zone de sismicité n°3 (sur une échelle de 1 à 5), comme la plupart des communes de son secteur géographique. Elle se situe cependant au sud de la limite d'une zone sismique classifiée de « moyenne ».
| Type de zone | Niveau            | Définitions (bâtiment à risque normal) |
| ------------ | ----------------- | -------------------------------------- |
| Zone 3       | Sismicité modérée | accélération = 1,1 m/s2                |

## Politique et administration

### Liste des maires
| Période                                  | Période  | Identité          | Étiquette | Qualité |
| ---------------------------------------- | -------- | ----------------- | --------- | ------- |
| 1953                                     | 1995     | Rémi Guignier     | SE        |         |
| mars 1995                                | 2008     | Marcel Brun       | SE        |         |
| mars 2008                                | En cours | Maryse Barthélemi | PS        |         |
| Les données manquantes sont à compléter. |          |                   |           |         |

## Population et société

### Démographie
L'évolution du nombre d'habitants est connue à travers les recensements de la population effectués dans la commune depuis 1793. Pour les communes de moins de 10 000 habitants, une enquête de recensement portant sur toute la population est réalisée tous les cinq ans, les populations de référence des années intermédiaires étant quant à elles estimées par interpolation ou extrapolation. Pour la commune, le premier recensement exhaustif entrant dans le cadre du nouveau dispositif a été réalisé en 2008.

En 2022, la commune comptait 64 habitants, en évolution de −11,11 % par rapport à 2016 (Isère : +3,07 %, France hors Mayotte : +2,11 %).
| 1793 | 1800 | 1806 | 1821 | 1831 | 1836 | 1841 | 1846 | 1851 |
| ---- | ---- | ---- | ---- | ---- | ---- | ---- | ---- | ---- |
| 193  | 170  | 188  | 192  | 232  | 201  | 206  | 324  | 195  |

| 1856 | 1861 | 1866 | 1872 | 1876 | 1881 | 1886 | 1891 | 1896 |
| ---- | ---- | ---- | ---- | ---- | ---- | ---- | ---- | ---- |
| 217  | 212  | 186  | 187  | 178  | 190  | 188  | 185  | 185  |

| 1901 | 1906 | 1911 | 1921 | 1926 | 1931 | 1936 | 1946 | 1954 |
| ---- | ---- | ---- | ---- | ---- | ---- | ---- | ---- | ---- |
| 170  | 156  | 147  | 109  | 102  | 94   | 85   | 73   | 59   |

| 1962 | 1968 | 1975 | 1982 | 1990 | 1999 | 2006 | 2008 | 2013 |
| ---- | ---- | ---- | ---- | ---- | ---- | ---- | ---- | ---- |
| 56   | 44   | 38   | 40   | 32   | 58   | 70   | 74   | 72   |

| 2018 | 2022 | - | - | - | - | - | - | - |
| ---- | ---- | - | - | - | - | - | - | - |
| 70   | 64   | - | - | - | - | - | - | - |

### Enseignement
La commune est rattachée à l'académie de Grenoble.

### Médias
Historiquement, le quotidien régional Le Dauphiné libéré consacre, chaque jour, y compris le dimanche, dans son édition de Romanche et Oisans, un ou plusieurs articles à l'actualité de la commune, de son canton, ainsi que des informations sur les éventuelles manifestations locales.
La commune est située sur l'aire de diffusion de radio Ici Isère, une radio publique qui émet sur tout le territoire du département de l'Isère.

### Cultes
La communauté catholique et l'église paroissiale Saint-Pierre de La Valette (propriété de la commune) dépendent de la paroisse Saint Pierre Julien Eymard qui rassemble un grand nombre de villages autour de la cité de La Mure. Cette paroisse est rattachée au diocèse de Grenoble-Vienne.

## Culture et patrimoine

### Lieux et monuments

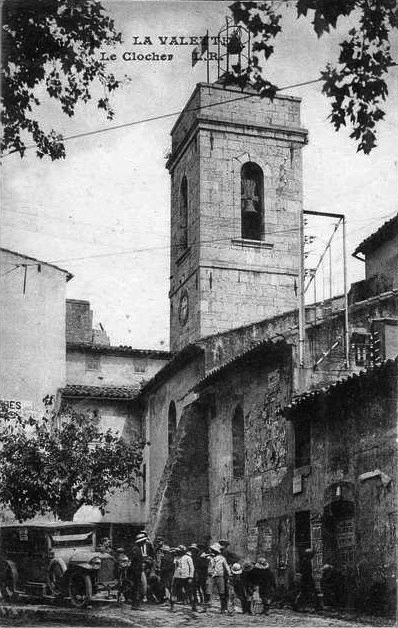
Le clocher de l'église au début du XXe siècle.

- Église Saint-Pierre, labellisée Patrimoine en Isère[19].
- Église Saint-Barthélemy de La Valette.

### Héraldique
|  | La Valette (Isère) possède des armoiries dont l'origine et le blasonnement exact ne sont pas disponibles. |